# Liste des monuments historiques de l'arrondissement de Lisieux
Cette liste regroupe une partie des monuments historiques du Calvados.
- Haut – A
- B
- C
- D
- E
- F
- G
- H
- I
- J
- K
- L
- M
- N
- O
- P
- Q
- R
- S
- T
- U
- V
- W
- X
- Y
- Z

## Liste
| Monument                                              | Commune                                   | Adresse                                                          | Coordonnées                                                      | Notice                                                           | Protection                                                       | Date                                                             | Illustration                                                     |
| ----------------------------------------------------- | ----------------------------------------- | ---------------------------------------------------------------- | ---------------------------------------------------------------- | ---------------------------------------------------------------- | ---------------------------------------------------------------- | ---------------------------------------------------------------- | ---------------------------------------------------------------- |
| Château d'Ablon                                       | Ablon                                     | Le Château                                                       | 49° 23′ 18″ nord, 0° 18′ 04″ est                                 | « PA00111828 »                                                   | Inscrit Classé                                                   | 1990 1994                                                        | Image manquante Téléverser                                       |
| Château d'Annebault                                   | Annebault                                 |                                                                  | 49° 14′ 45″ nord, 0° 03′ 10″ est                                 | « PA00111014 »                                                   | Classé                                                           | 1973                                                             | Image manquante Téléverser                                       |
| Chapelle Saint-Aubin                                  | Auquainville                              |                                                                  | 49° 02′ 53″ nord, 0° 14′ 31″ est                                 | « PA14000075 »                                                   | Inscrit                                                          | 2007                                                             | Chapelle Saint-Aubin                                             |
| Église Notre-Dame                                     | Auquainville                              |                                                                  | 49° 03′ 22″ nord, 0° 14′ 52″ est                                 | « PA00111020 »                                                   | Classé                                                           | 1978                                                             | Église Notre-Dame                                                |
| Manoir de Caudemone                                   | Auquainville                              |                                                                  | 49° 03′ 56″ nord, 0° 14′ 37″ est                                 | « PA00111021 »                                                   | Inscrit                                                          | 1929                                                             | Image manquante Téléverser                                       |
| Manoir de Lortier                                     | Auquainville                              |                                                                  | 49° 03′ 20″ nord, 0° 14′ 35″ est                                 | « PA00111022 »                                                   | Inscrit                                                          | 1977                                                             | Image manquante Téléverser                                       |
| Chapelle Saint-Meuf                                   | Les Authieux-sur-Calonne                  |                                                                  | 49° 17′ 52″ nord, 0° 16′ 55″ est                                 | « PA00111025 »                                                   | Inscrit                                                          | 1926                                                             | Chapelle Saint-Meuf                                              |
| Manoir de la Porte                                    | Les Authieux-sur-Calonne                  |                                                                  | 49° 17′ 49″ nord, 0° 16′ 32″ est                                 | « PA14000101 »                                                   | Inscrit Classé                                                   | 2012                                                             | Image manquante Téléverser                                       |
| Église Saint-Germain                                  | Auvillars                                 |                                                                  | 49° 11′ 43″ nord, 0° 04′ 13″ est                                 | « PA00111026 »                                                   | Inscrit                                                          | 1926                                                             | Église Saint-Germain                                             |
| Manoir de la Bruyère                                  | Auvillars                                 | La Bruyère                                                       | 49° 11′ 24″ nord, 0° 04′ 13″ est                                 | « PA00111027 »                                                   | Inscrit                                                          | 1974 2008                                                        | Image manquante Téléverser                                       |
| Église Saint-Jean-Baptiste                            | Barneville-la-Bertran                     |                                                                  | 49° 23′ 18″ nord, 0° 11′ 14″ est                                 | « PA00111035 »                                                   | Inscrit                                                          | 1933                                                             | Église Saint-Jean-Baptiste                                       |
| Manoir des Vallées                                    | Barneville-la-Bertran                     | Les Vallées                                                      | 49° 22′ 59″ nord, 0° 11′ 00″ est                                 | « PA14000015 »                                                   | Inscrit                                                          | 2000                                                             | Image manquante Téléverser                                       |
| Église Notre-Dame de Druval                           | Beaufour-Druval                           |                                                                  | 49° 12′ 27″ nord, 0° 01′ 54″ est                                 | « PA00111070 »                                                   | Inscrit                                                          | 1975                                                             | Image manquante Téléverser                                       |
| Prieuré de Beaumont-en-Auge                           | Beaumont-en-Auge                          |                                                                  | 49° 16′ 43″ nord, 0° 06′ 40″ est                                 | « PA00111074 »                                                   | Inscrit                                                          | 1975                                                             | Prieuré de Beaumont-en-Auge                                      |
| Manoir de Bellou                                      | Bellou                                    | Manoir de Bellou                                                 | 48° 58′ 57″ nord, 0° 13′ 43″ est                                 | « PA00111077 »                                                   | Classé                                                           | 1923 2004                                                        | Manoir de Bellou                                                 |
| Domaine des Enclos                                    | Benerville-sur-Mer                        |                                                                  | 49° 20′ 04″ nord, 0° 03′ 02″ est                                 | « PA14000084 »                                                   | Inscrit                                                          | 2010                                                             | Image manquante Téléverser                                       |
| Manoir de Beuvron-en-Auge                             | Beuvron-en-Auge                           |                                                                  | 49° 11′ 14″ nord, 0° 02′ 45″ ouest                               | « PA00111090 »                                                   | Inscrit                                                          | 1989                                                             | Manoir de Beuvron-en-Auge                                        |
| Manoir de la Hogue                                    | Beuvron-en-Auge                           |                                                                  | 49° 11′ 30″ nord, 0° 02′ 11″ ouest                               | « PA14000074 »                                                   | Inscrit                                                          | 2007                                                             | Image manquante Téléverser                                       |
| Manoir du Lieu Hocquart                               | Beuvron-en-Auge                           | Le Lieu Hocquart                                                 | 49° 12′ 02″ nord, 0° 03′ 10″ ouest                               | « PA00111089 »                                                   | Inscrit                                                          | 1977                                                             | Image manquante Téléverser                                       |
| Église Saint-Pierre de Mirbel                         | Biéville-Quétiéville                      |                                                                  | 49° 05′ 21″ nord, 0° 02′ 31″ ouest                               | « PA00111095 »                                                   | Inscrit                                                          | 1948                                                             | Église Saint-Pierre de Mirbel                                    |
| Ferme des Roches                                      | Biéville-Quétiéville                      |                                                                  | 49° 06′ 36″ nord, 0° 00′ 13″ ouest                               | « PA00111096 »                                                   | Inscrit                                                          | 1931                                                             | Image manquante Téléverser                                       |
| Auberge du Coq-Hardi                                  | Blangy-le-Château                         |                                                                  | 49° 14′ 37″ nord, 0° 16′ 22″ est                                 | « PA00111098 »                                                   | Inscrit                                                          | 1928                                                             | Auberge du Coq-Hardi                                             |
| Église Notre-Dame                                     | Blangy-le-Château                         |                                                                  | 49° 14′ 44″ nord, 0° 16′ 39″ est                                 | « PA00111099 »                                                   | Inscrit                                                          | 1930                                                             | Église Notre-Dame                                                |
| Manoir de Blangy-le-Château                           | Blangy-le-Château                         |                                                                  | 49° 14′ 42″ nord, 0° 16′ 29″ est                                 | « PA00111100 »                                                   | Inscrit                                                          | 1970                                                             | Image manquante Téléverser                                       |
| Manoir de Boissey                                     | Boissey                                   |                                                                  | 49° 01′ 06″ nord, 0° 02′ 22″ est                                 | « PA14000113 »                                                   | Inscrit                                                          | 2021                                                             | Manoir de Boissey                                                |
| Manoir du Champ-Versan                                | Bonnebosq                                 | Champ-Versan                                                     | 49° 13′ 37″ nord, 0° 06′ 00″ est                                 | « PA14000031 »                                                   | Inscrit                                                          | 2003                                                             | Image manquante Téléverser                                       |
| Manoir de Criquebœuf                                  | Bonnebosq                                 |                                                                  | 49° 13′ 18″ nord, 0° 05′ 08″ est                                 | « PA14000039 »                                                   | Inscrit                                                          | 2004                                                             | Image manquante Téléverser                                       |
| Église de l'Assomption-de-Notre-Dame                  | Bonneville-la-Louvet                      |                                                                  | 49° 16′ 30″ nord, 0° 20′ 21″ est                                 | « PA00111102 »                                                   | Inscrit                                                          | 1965                                                             | Image manquante Téléverser                                       |
| Manoir de la Morsanglière                             | Bonneville-la-Louvet                      | R.N. 834                                                         | 49° 16′ 33″ nord, 0° 18′ 59″ est                                 | « PA00111103 »                                                   | Inscrit                                                          | 1975                                                             | Image manquante Téléverser                                       |
| Château de Bonneville-sur-Touques                     | Bonneville-sur-Touques                    |                                                                  | 49° 20′ 15″ nord, 0° 07′ 02″ est                                 | « PA00111104 »                                                   | Classé                                                           | 1964                                                             | Château de Bonneville-sur-Touques                                |
| Église Saint-Martin                                   | Bourgeauville                             |                                                                  | 49° 16′ 23″ nord, 0° 03′ 18″ est                                 | « PA00111111 »                                                   | Inscrit                                                          | 1984                                                             | Église Saint-Martin                                              |
| Église Saint-Germain                                  | Branville                                 |                                                                  | 49° 16′ 23″ nord, 0° 01′ 25″ est                                 | « PA00111112 »                                                   | Inscrit                                                          | 1926                                                             | Église Saint-Germain                                             |
| Château du Breuil                                     | Le Breuil-en-Auge                         |                                                                  | 49° 13′ 52″ nord, 0° 12′ 51″ est                                 | « PA00111119 »                                                   | Inscrit                                                          | 1933                                                             | Château du Breuil                                                |
| Église Saint-Denis                                    | Cambremer                                 |                                                                  | 49° 09′ 03″ nord, 0° 02′ 52″ est                                 | « PA00111204 »                                                   | Classé                                                           | 1921                                                             | Église Saint-Denis                                               |
| Église Saint-Germain-et-Saint-Sébastien de Grandouet  | Cambremer                                 |                                                                  | 49° 09′ 32″ nord, 0° 04′ 01″ est                                 | « PA00111205 »                                                   | Inscrit                                                          | 1977                                                             | Église Saint-Germain-et-Saint-Sébastien de Grandouet             |
| Manoir du Bais                                        | Cambremer                                 |                                                                  | 49° 10′ 01″ nord, 0° 02′ 38″ est                                 | « PA00111206 »                                                   | Inscrit Classé                                                   | 2000 2001                                                        | Image manquante Téléverser                                       |
| Manoir du Montargis                                   | Cambremer                                 |                                                                  | 49° 09′ 00″ nord, 0° 00′ 32″ est                                 | « PA00111207 »                                                   | Inscrit                                                          | 1977                                                             | Image manquante Téléverser                                       |
| Manoir des Évêques de Lisieux                         | Canapville                                | R.N. 834                                                         | 49° 18′ 56″ nord, 0° 08′ 14″ est                                 | « PA00111211 »                                                   | Classé Inscrit                                                   | 2004                                                             | Manoir des Évêques de Lisieux                                    |
| Manoir de Prétot                                      | Canapville                                | Manoir de Prétot                                                 | 49° 19′ 03″ nord, 0° 07′ 59″ est                                 | « PA00111212 »                                                   | Inscrit                                                          | 1995                                                             | Manoir de Prétot                                                 |
| Manoir de Caudemone                                   | La Chapelle-Haute-Grue                    |                                                                  | 48° 57′ 51″ nord, 0° 08′ 14″ est                                 | « PA00111220 »                                                   | Inscrit                                                          | 1928 1947                                                        | Manoir de Caudemone                                              |
| Colombier du château du Besneray                      | La Chapelle-Yvon                          |                                                                  | 49° 03′ 56″ nord, 0° 22′ 18″ est                                 | « PA00111221 »                                                   | Inscrit                                                          | 1927                                                             | Image manquante Téléverser                                       |
| Château de Fervaques                                  | Cheffreville-Tonnencourt                  |                                                                  | 49° 02′ 27″ nord, 0° 15′ 03″ est                                 | « PA00135496 »                                                   | Classé                                                           | 1995                                                             | Image manquante Téléverser                                       |
| Croix du cimetière de Cheffreville                    | Cheffreville-Tonnencourt                  |                                                                  | 49° 01′ 55″ nord, 0° 14′ 44″ est                                 | « PA00111222 »                                                   | Inscrit                                                          | 1971                                                             | Croix du cimetière de Cheffreville                               |
| Manoir de Tonnencourt                                 | Cheffreville-Tonnencourt                  |                                                                  | 49° 01′ 06″ nord, 0° 14′ 43″ est                                 | « PA00111223 »                                                   | Inscrit                                                          | 1975                                                             | Image manquante Téléverser                                       |
| Manoir du Pontif                                      | Coquainvilliers                           | Le Pontif                                                        | 49° 11′ 38″ nord, 0° 11′ 30″ est                                 | « PA14000052 »                                                   | Inscrit                                                          | 2005                                                             | Image manquante Téléverser                                       |
| Église Saint-Pierre                                   | Cordebugle                                |                                                                  | 49° 06′ 38″ nord, 0° 22′ 43″ est                                 | « PA00111243 »                                                   | Inscrit                                                          | 1931                                                             | Église Saint-Pierre                                              |
| Manoir de Coupesarte                                  | Coupesarte                                | C.G.C. 47                                                        | 49° 03′ 30″ nord, 0° 06′ 22″ est                                 | « PA00111246 »                                                   | Classé                                                           | 1947                                                             | Manoir de Coupesarte                                             |
| Chambre de Charité                                    | Courtonne-la-Meurdrac                     |                                                                  | 49° 07′ 31″ nord, 0° 19′ 09″ est                                 | « PA00111251 »                                                   | Inscrit                                                          | 1971                                                             | Chambre de Charité                                               |
| Château du Houlley                                    | Courtonne-la-Meurdrac                     | R.N. 13                                                          | 49° 08′ 08″ nord, 0° 19′ 01″ est                                 | « PA00111252 »                                                   | Inscrit                                                          | 1965                                                             | Image manquante Téléverser                                       |
| Église Saint-Ouen                                     | Courtonne-la-Meurdrac                     |                                                                  | 49° 07′ 31″ nord, 0° 19′ 10″ est                                 | « PA00111253 »                                                   | Inscrit                                                          | 1926                                                             | Église Saint-Ouen                                                |
| Manoir d'Enfernelle                                   | Courtonne-la-Meurdrac                     |                                                                  | 49° 06′ 27″ nord, 0° 19′ 04″ est                                 | « PA00111254 »                                                   | Inscrit                                                          | 1980                                                             | Image manquante Téléverser                                       |
| Château de Crèvecœur-en-Auge                          | Crèvecœur-en-Auge                         |                                                                  | 49° 07′ 21″ nord, 0° 00′ 42″ est                                 | « PA00111263 »                                                   | Inscrit                                                          | 1928 1954                                                        | Château de Crèvecœur-en-Auge                                     |
| Poterne du château de Crèvecœur-en-Auge               | Crèvecœur-en-Auge                         |                                                                  | 49° 07′ 24″ nord, 0° 00′ 45″ est                                 | « PA00111834 »                                                   | Classé                                                           | 1930                                                             | Poterne du château de Crèvecœur-en-Auge                          |
| Église Saint-Martin dite chapelle aux Lierres         | Cricquebœuf                               | Route de Honfleur à Trouville                                    | 49° 24′ 07″ nord, 0° 08′ 44″ est                                 | « PA00111264 »                                                   | Inscrit                                                          | 1927                                                             | Église Saint-Martin dite chapelle aux Lierres                    |
| Château de Cricqueville-en-Auge                       | Cricqueville-en-Auge                      | Le Château de Cricqueville, R.D. 49A                             | 49° 14′ 29″ nord, 0° 03′ 50″ ouest                               | « PA00111265 »                                                   | Inscrit Classé Inscrit Classé                                    | 1927 1965 1996 1997                                              | Château de Cricqueville-en-Auge                                  |
| Manoir des Quatre Nations                             | Cricqueville-en-Auge                      |                                                                  | 49° 13′ 53″ nord, 0° 03′ 36″ ouest                               | « PA00111266 »                                                   | Inscrit                                                          | 1970                                                             | Image manquante Téléverser                                       |
| Église Saint-Martin                                   | La Croupte                                |                                                                  | 49° 01′ 21″ nord, 0° 17′ 09″ est                                 | « PA00111272 »                                                   | Inscrit                                                          | 1986                                                             | Église Saint-Martin                                              |
| Église Saint-Laurent                                  | Deauville                                 | Chemin du Côteau                                                 | 49° 20′ 54″ nord, 0° 04′ 26″ est                                 | « PA00111278 »                                                   | Classé                                                           | 1977                                                             | Église Saint-Laurent                                             |
| Gare de Trouville - Deauville                         | Deauville                                 | Avenue de la République                                          | 49° 21′ 35″ nord, 0° 05′ 04″ est                                 | « PA14000090 »                                                   | Inscrit                                                          | 2010                                                             | Gare de Trouville - Deauville                                    |
| Villa Strassburger                                    | Deauville                                 | Route de Saint-Arnoult                                           | 49° 21′ 04″ nord, 0° 04′ 28″ est                                 | « PA00111279 »                                                   | Inscrit                                                          | 1975                                                             | Villa Strassburger                                               |
| Établissement de bains de mer                         | Deauville                                 | Boulevard de la mer                                              | 49° 21′ 37″ nord, 0° 03′ 59″ est                                 | « PA14000112 »                                                   | Inscrit                                                          | 2019                                                             | Établissement de bains de mer                                    |
| Église Notre-Dame                                     | Dives-sur-Mer                             |                                                                  | 49° 17′ 07″ nord, 0° 05′ 49″ ouest                               | « PA00111283 »                                                   | Classé                                                           | 1888                                                             | Église Notre-Dame                                                |
| Halles                                                | Dives-sur-Mer                             |                                                                  | 49° 17′ 11″ nord, 0° 05′ 48″ ouest                               | « PA00111284 »                                                   | Classé                                                           | 1918                                                             | Halles                                                           |
| Maison Bleue                                          | Dives-sur-Mer                             | 13 rue des Frères-Bisson                                         | 49° 17′ 31″ nord, 0° 05′ 55″ ouest                               | « PA00111835 »                                                   | Inscrit                                                          | 1991                                                             | Maison Bleue                                                     |
| Villa Les Bossettes                                   | Dives-sur-Mer                             | 26 rue du Port                                                   | 49° 17′ 30″ nord, 0° 05′ 32″ ouest                               | « PA00135497 »                                                   | Inscrit                                                          | 1995                                                             | Villa Les Bossettes                                              |
| Manoir de Boishibou                                   | Dives-sur-Mer                             |                                                                  | 49° 17′ 12″ nord, 0° 05′ 49″ ouest                               | « PA00111285 »                                                   | Inscrit                                                          | 1927                                                             | Manoir de Boishibou                                              |
| Manoir Saint-Cloud                                    | Dives-sur-Mer                             |                                                                  | 49° 16′ 52″ nord, 0° 05′ 30″ ouest                               | « PA00132685 »                                                   | Inscrit                                                          | 1994                                                             | Manoir Saint-Cloud                                               |
| Usine Tréfimétaux                                     | Dives-sur-Mer                             | Rue de l'Avenir                                                  | 49° 17′ 31″ nord, 0° 06′ 02″ ouest                               | « PA14000076 »                                                   | Inscrit                                                          | 2007                                                             | Usine Tréfimétaux                                                |
| Croix de cimetière                                    | Douville-en-Auge                          |                                                                  | 49° 15′ 40″ nord, 0° 01′ 24″ ouest                               | « PA00111286 »                                                   | Classé                                                           | 1927                                                             | Croix de cimetière                                               |
| Église Saint-Blaise                                   | Douville-en-Auge                          |                                                                  | 49° 15′ 39″ nord, 0° 01′ 24″ ouest                               | « PA14000021 »                                                   | Inscrit                                                          | 2000                                                             | Église Saint-Blaise                                              |
| Église Saint-Germain                                  | Drubec                                    |                                                                  | 49° 15′ 20″ nord, 0° 06′ 49″ est                                 | « PA00111292 »                                                   | Inscrit                                                          | 1926                                                             | Église Saint-Germain                                             |
| Chapelle Notre-Dame-de-Grâce                          | Équemauville                              |                                                                  | 49° 25′ 22″ nord, 0° 13′ 18″ est                                 | « PA00111299 »                                                   | Classé                                                           | 1938                                                             | Chapelle Notre-Dame-de-Grâce                                     |
| Pavillon de la Reine                                  | Équemauville                              | La Croix-Rouge                                                   | 49° 24′ 36″ nord, 0° 12′ 58″ est                                 | « PA00111300 »                                                   | Classé                                                           | 1945                                                             | Image manquante Téléverser                                       |
| Château de Combray                                    | Fauguernon                                | Chemin de Rocques                                                | 49° 11′ 38″ nord, 0° 14′ 42″ est                                 | « PA00111330 »                                                   | Inscrit                                                          | 1972                                                             | Château de Combray                                               |
| Château de Fauguernon                                 | Fauguernon                                | Route de Rocques                                                 | 49° 11′ 29″ nord, 0° 16′ 06″ est                                 | « PA00111329 »                                                   | Inscrit                                                          | 1930                                                             | Image manquante Téléverser                                       |
| Manoir du Pavillon                                    | Fauguernon                                |                                                                  | 49° 11′ 31″ nord, 0° 15′ 24″ est                                 | « PA00111331 »                                                   | Classé                                                           | 1946                                                             | Image manquante Téléverser                                       |
| Château de Fervaques                                  | Fervaques                                 |                                                                  | 49° 02′ 28″ nord, 0° 15′ 04″ est                                 | « PA00111332 »                                                   | Classé                                                           | 1995                                                             | Château de Fervaques                                             |
| Église Saint-Germain                                  | Fervaques                                 | Place de l'Église                                                | 49° 02′ 28″ nord, 0° 15′ 11″ est                                 | « PA14000024 »                                                   | Inscrit                                                          | 2001                                                             | Église Saint-Germain                                             |
| Manoir du Verger                                      | Fervaques                                 | Le Verger                                                        | 49° 02′ 48″ nord, 0° 15′ 39″ est                                 | « PA00111333 »                                                   | Inscrit                                                          | 1980                                                             | Image manquante Téléverser                                       |
| Manoir de la Sapée                                    | Fierville-les-Parcs                       | La Sapée                                                         | 49° 14′ 24″ nord, 0° 14′ 45″ est                                 | « PA00125295 »                                                   | Inscrit                                                          | 1993                                                             | Image manquante Téléverser                                       |
| Manoir Saint-Christophe                               | Firfol                                    |                                                                  | 49° 08′ 58″ nord, 0° 19′ 19″ est                                 | « PA00111336 »                                                   | Inscrit                                                          | 1927                                                             | Image manquante Téléverser                                       |
| Prieuré de Firfol                                     | Firfol                                    |                                                                  | 49° 08′ 59″ nord, 0° 19′ 23″ est                                 | « PA00111337 »                                                   | Inscrit                                                          | 1927                                                             | Prieuré de Firfol                                                |
| Église Saint-Eugène                                   | Formentin                                 |                                                                  | 49° 11′ 53″ nord, 0° 08′ 30″ est                                 | « PA00111349 »                                                   | Classé                                                           | 1977                                                             | Image manquante Téléverser                                       |
| Manoir de Douville                                    | Friardel                                  | Douville                                                         | 49° 00′ 00″ nord, 0° 23′ 37″ est                                 | « PA14000033 »                                                   | Inscrit                                                          | 2003                                                             | Image manquante Téléverser                                       |
| Prieuré de Saint-Cyr                                  | Friardel                                  | Détruit par faits de guerre                                      | 48° 59′ 40″ nord, 0° 24′ 03″ est                                 | « PA00111358 »                                                   | Classé                                                           | 1933                                                             | Prieuré de Saint-Cyr                                             |
| Château de Fumichon                                   | Fumichon                                  |                                                                  | 49° 10′ 00″ nord, 0° 22′ 05″ est                                 | « PA00111359 »                                                   | Inscrit                                                          | 1927                                                             | Image manquante Téléverser                                       |
| Motte féodale de la Cour des Domaines                 | Gerrots                                   | Les Petits Domaines                                              | 49° 11′ 26″ nord, 0° 00′ 39″ est                                 | « PA00111362 »                                                   | Classé                                                           | 1981                                                             | Image manquante Téléverser                                       |
| Villa Sayer                                           | Glanville                                 | Cour de la Côte                                                  | 49° 16′ 33″ nord, 0° 04′ 44″ est                                 | « PA00111839 »                                                   | Classé                                                           | 2005                                                             | Villa Sayer                                                      |
| Manoir de la Brairie                                  | Glos                                      | Ferme de la Brairie                                              | 49° 07′ 22″ nord, 0° 16′ 06″ est                                 | « PA00111363 »                                                   | Classé                                                           | 2005                                                             | Manoir de la Brairie                                             |
| Manoir de Bray                                        | Glos                                      | Chemin des Bossettes                                             | 49° 07′ 21″ nord, 0° 16′ 01″ est                                 | « PA00111364 »                                                   | Inscrit                                                          | 1928                                                             | Manoir de Bray                                                   |
| Manoir de Colandon                                    | Glos                                      |                                                                  | 49° 07′ 38″ nord, 0° 16′ 49″ est                                 | « PA00111365 »                                                   | Inscrit                                                          | 1971                                                             | Manoir de Colandon                                               |
| Manoir de la Quaize                                   | Glos                                      |                                                                  | 49° 08′ 01″ nord, 0° 17′ 29″ est                                 | « PA00111366 »                                                   | Inscrit                                                          | 1927                                                             | Manoir de la Quaize                                              |
| Église Saint-Martin                                   | Gonneville-sur-Honfleur                   |                                                                  | 49° 23′ 19″ nord, 0° 14′ 26″ est                                 | « PA00111367 »                                                   | Inscrit                                                          | 1933                                                             | Église Saint-Martin                                              |
| Manoir d'Angerville                                   | Gonneville-sur-Mer                        |                                                                  | 49° 16′ 58″ nord, 0° 02′ 24″ ouest                               | « PA00111368 »                                                   | Inscrit                                                          | 1986                                                             | Manoir d'Angerville                                              |
| Château de Grandchamp-le-Château                      | Grandchamp-le-Château                     |                                                                  | 49° 04′ 52″ nord, 0° 04′ 38″ est                                 | « PA00111375 »                                                   | Classé Inscrit                                                   | 1922 1960                                                        | Château de Grandchamp-le-Château                                 |
| Église Notre-Dame                                     | Grangues                                  |                                                                  | 49° 15′ 57″ nord, 0° 03′ 25″ ouest                               | « PA00111376 »                                                   | Inscrit                                                          | 1926                                                             | Église Notre-Dame                                                |
| Château d'Hermival                                    | Hermival-les-Vaux                         |                                                                  | 49° 10′ 00″ nord, 0° 17′ 06″ est                                 | « PA00111383 »                                                   | Inscrit                                                          | 1927                                                             | Château d'Hermival                                               |
| Croix de cimetière                                    | Heuland                                   |                                                                  | 49° 16′ 08″ nord, 0° 00′ 08″ est                                 | « PA00111386 »                                                   | Inscrit                                                          | 1933                                                             | Croix de cimetière                                               |
| Croix d'Heuland                                       | Heuland                                   | Carrefour de la Croix-d'Heuland                                  | 49° 16′ 44″ nord, 0° 00′ 12″ ouest                               | « PA00111385 »                                                   | Inscrit                                                          | 1933                                                             | Croix d'Heuland                                                  |
| Manoir d'Heurtevent                                   | Heurtevent                                |                                                                  | 48° 58′ 45″ nord, 0° 07′ 18″ est                                 | « PA00111387 »                                                   | Inscrit                                                          | 1975                                                             | Image manquante Téléverser                                       |
|                                                       | Honfleur                                  | Voir Liste des monuments historiques de Honfleur                 | Voir Liste des monuments historiques de Honfleur                 | Voir Liste des monuments historiques de Honfleur                 | Voir Liste des monuments historiques de Honfleur                 | Voir Liste des monuments historiques de Honfleur                 | Voir Liste des monuments historiques de Honfleur                 |
| Croix du cimetière                                    | L'Hôtellerie                              |                                                                  | 49° 08′ 25″ nord, 0° 24′ 18″ est                                 | « PA00111444 »                                                   | Inscrit                                                          | 1926                                                             | Image manquante Téléverser                                       |
| Église Saint-Nicolas                                  | L'Hôtellerie                              |                                                                  | 49° 08′ 30″ nord, 0° 24′ 20″ est                                 | « PA00111445 »                                                   | Inscrit                                                          | 1926                                                             | Église Saint-Nicolas                                             |
| Manoir de Blanche de Castille                         | L'Hôtellerie                              |                                                                  | 49° 08′ 31″ nord, 0° 24′ 19″ est                                 | « PA00111446 »                                                   | Inscrit                                                          | 1927                                                             | Manoir de Blanche de Castille                                    |
| Église Saint-Georges                                  | Hotot-en-Auge                             |                                                                  | 49° 09′ 58″ nord, 0° 03′ 16″ ouest                               | « PA00111447 »                                                   | Inscrit                                                          | 1927                                                             | Église Saint-Georges                                             |
| Maison forte du Ham                                   | Hotot-en-Auge                             |                                                                  | 49° 10′ 48″ nord, 0° 06′ 05″ ouest                               | « PA14000003 »                                                   | Inscrit                                                          | 1997                                                             | Image manquante Téléverser                                       |
| Manoir de la Chapelle                                 | Hotot-en-Auge                             | La Chapelle                                                      | 49° 11′ 24″ nord, 0° 05′ 47″ ouest                               | « PA14000034 »                                                   | Classé Inscrit                                                   | 2004                                                             | Image manquante Téléverser                                       |
| Manoir de Langle                                      | Hotot-en-Auge                             | Brocottes                                                        | 49° 11′ 14″ nord, 0° 04′ 06″ ouest                               | « PA00111448 »                                                   | Inscrit                                                          | 1985                                                             | Image manquante Téléverser                                       |
| Manoir du Lieu Calice                                 | Hotot-en-Auge                             |                                                                  | 49° 10′ 19″ nord, 0° 02′ 11″ ouest                               | « PA00111449 »                                                   | Inscrit                                                          | 1975                                                             | Image manquante Téléverser                                       |
| Château de La Houblonnière                            | La Houblonnière                           |                                                                  | 49° 07′ 28″ nord, 0° 06′ 15″ est                                 | « PA00111451 »                                                   | Inscrit                                                          | 1927                                                             | Château de La Houblonnière                                       |
| Église de l'Assomption-de-Notre-Dame                  | La Houblonnière                           | R.N. 13                                                          | 49° 07′ 28″ nord, 0° 06′ 13″ est                                 | « PA00111452 »                                                   | Inscrit                                                          | 1948                                                             | Église de l'Assomption-de-Notre-Dame                             |
| Château de Beuzeval                                   | Houlgate                                  |                                                                  | 49° 17′ 38″ nord, 0° 02′ 47″ ouest                               | « PA14000041 »                                                   | Inscrit                                                          | 2004                                                             | Château de Beuzeval                                              |
| Église Saint-Aubin                                    | Houlgate                                  | Chemin de l'Église-de-Beuzeval                                   | 49° 17′ 56″ nord, 0° 02′ 59″ ouest                               | « PA00111453 »                                                   | Inscrit                                                          | 1948                                                             | Église Saint-Aubin                                               |
| Grand Hôtel                                           | Houlgate                                  | 2 rue Baumier 5 avenue du Sporting                               | 49° 18′ 16″ nord, 0° 04′ 26″ ouest                               | « PA14000018 »                                                   | Inscrit                                                          | 2000                                                             | Grand Hôtel                                                      |
| Manoir des Demaines                                   | Lécaude                                   |                                                                  | 49° 06′ 42″ nord, 0° 05′ 17″ est                                 | « PA00111468 »                                                   | Classé Inscrit                                                   | 2006                                                             | Image manquante Téléverser                                       |
|                                                       | Lisieux                                   | Voir Liste des monuments historiques de Lisieux                  | Voir Liste des monuments historiques de Lisieux                  | Voir Liste des monuments historiques de Lisieux                  | Voir Liste des monuments historiques de Lisieux                  | Voir Liste des monuments historiques de Lisieux                  | Voir Liste des monuments historiques de Lisieux                  |
| Usine Leroy                                           | Livarot                                   | 19 rue Duchesne-Fournet                                          | 49° 00′ 28″ nord, 0° 08′ 57″ est                                 | « PA00111499 »                                                   | Inscrit                                                          | 1988                                                             | Usine Leroy                                                      |
| Pressoir du château de Magny-le-Freule                | Magny-le-Freule                           | Le Château                                                       | 49° 05′ 55″ nord, 0° 03′ 56″ ouest                               | « PA00111516 »                                                   | Inscrit                                                          | 1986                                                             | Image manquante Téléverser                                       |
| Église Saint-Jean-Baptiste                            | Manerbe                                   |                                                                  | 49° 11′ 08″ nord, 0° 10′ 29″ est                                 | « PA00111524 »                                                   | Inscrit                                                          | 1926                                                             | Église Saint-Jean-Baptiste                                       |
| Ferme de la Bucaille                                  | Marolles                                  |                                                                  | 49° 08′ 23″ nord, 0° 22′ 17″ est                                 | « PA00111528 »                                                   | Inscrit                                                          | 1931                                                             | Image manquante Téléverser                                       |
| Église Saint-Martin                                   | Méry-Corbon                               |                                                                  | 49° 08′ 09″ nord, 0° 04′ 57″ ouest                               | « PA00111532 »                                                   | Inscrit                                                          | 1926 1946                                                        | Église Saint-Martin                                              |
| Manoir de Montfreule                                  | Méry-Corbon                               |                                                                  | 49° 07′ 04″ nord, 0° 03′ 52″ ouest                               | « PA00111533 »                                                   | Inscrit                                                          | 1976                                                             | Image manquante Téléverser                                       |
| Église Saint-André                                    | Le Mesnil-Durand                          |                                                                  | 49° 02′ 41″ nord, 0° 08′ 22″ est                                 | « PA00111536 »                                                   | Inscrit                                                          | 1926                                                             | Église Saint-André                                               |
| Manoir du Verger                                      | Le Mesnil-Durand                          |                                                                  | 49° 03′ 16″ nord, 0° 08′ 58″ est                                 | « PA00111537 »                                                   | Inscrit                                                          | 1975                                                             | Image manquante Téléverser                                       |
| Croix de cimetière                                    | Le Mesnil-Eudes                           |                                                                  | 49° 05′ 38″ nord, 0° 10′ 45″ est                                 | « PA00111827 »                                                   | Classé                                                           | 1991                                                             | Image manquante Téléverser                                       |
| Manoir du Mesnil-Germain                              | Le Mesnil-Germain                         |                                                                  | 49° 02′ 54″ nord, 0° 11′ 13″ est                                 | « PA00111538 »                                                   | Inscrit                                                          | 1972                                                             | Manoir du Mesnil-Germain                                         |
| Château du Mesnil-Guillaume                           | Le Mesnil-Guillaume                       |                                                                  | 49° 06′ 40″ nord, 0° 16′ 57″ est                                 | « PA00111539 »                                                   | Inscrit                                                          | 1927                                                             | Château du Mesnil-Guillaume                                      |
| Église Sainte-Marie de Sainte-Marie-aux-Anglais       | Le Mesnil-Mauger                          |                                                                  | 49° 04′ 17″ nord, 0° 01′ 29″ est                                 | « PA00111541 »                                                   | Classé                                                           | 1910                                                             | Église Sainte-Marie de Sainte-Marie-aux-Anglais                  |
| Église Saint-Étienne                                  | Le Mesnil-Mauger                          |                                                                  | 49° 05′ 24″ nord, 0° 01′ 10″ est                                 | « PA00111540 »                                                   | Inscrit                                                          | 1926                                                             | Église Saint-Étienne                                             |
| Ferme en pans de bois                                 | Le Mesnil-Mauger                          |                                                                  | 49° 05′ 15″ nord, 0° 01′ 08″ est                                 | « PA00111542 »                                                   | Inscrit                                                          | 1930                                                             | Image manquante Téléverser                                       |
| Manoir de Sainte-Marie-aux-Anglais                    | Le Mesnil-Mauger                          |                                                                  | 49° 04′ 21″ nord, 0° 01′ 31″ est                                 | « PA00111545 »                                                   | Inscrit                                                          | 1927                                                             | Image manquante Téléverser                                       |
| Manoir du Coin                                        | Le Mesnil-Mauger                          |                                                                  | 49° 05′ 39″ nord, 0° 00′ 50″ est                                 | « PA00111543 »                                                   | Inscrit                                                          | 1927                                                             | Image manquante Téléverser                                       |
| Manoir d'Écajeul                                      | Le Mesnil-Mauger                          |                                                                  | 49° 04′ 36″ nord, 0° 00′ 17″ est                                 | « PA00111544 »                                                   | Classé                                                           | 1930                                                             | Image manquante Téléverser                                       |
| Manoir de la Varende                                  | Le Mesnil-Simon                           |                                                                  | 49° 05′ 23″ nord, 0° 07′ 10″ est                                 | « PA00111546 »                                                   | Inscrit                                                          | 1933                                                             | Image manquante Téléverser                                       |
| Manoir de la Valette                                  | Le Mesnil-Simon                           | Les Balottes                                                     | 49° 05′ 20″ nord, 0° 06′ 14″ est                                 | « PA14000036 »                                                   | Inscrit                                                          | 2003                                                             | Image manquante Téléverser                                       |
| Château de Morainville                                | Le Mesnil-sur-Blangy                      |                                                                  | 49° 15′ 37″ nord, 0° 15′ 52″ est                                 | « PA00111547 »                                                   | Inscrit                                                          | 1933                                                             | Image manquante Téléverser                                       |
| Abbaye de Sainte-Barbe-en-Auge                        | Mézidon-Canon                             | 5 rue Roger-Salengro                                             | 49° 04′ 53″ nord, 0° 03′ 16″ ouest                               | « PA00111549 »                                                   | Inscrit                                                          | 1981                                                             | Abbaye de Sainte-Barbe-en-Auge                                   |
| Château de Canon                                      | Mézidon-Canon                             |                                                                  | 49° 04′ 43″ nord, 0° 05′ 41″ ouest                               | « PA00111550 »                                                   | Classé                                                           | 1941                                                             | Château de Canon                                                 |
| Église Saint-Pierre du Breuil                         | Mézidon-Canon                             |                                                                  | 49° 04′ 26″ nord, 0° 04′ 08″ ouest                               | « PA00111551 »                                                   | Classé                                                           | 1906                                                             | Église Saint-Pierre du Breuil                                    |
| Groupe scolaire Jean-Jaurès et mairie annexe de Canon | Mézidon-Canon                             | 211, 215 avenue Jean-Jaurès                                      | 49° 04′ 27″ nord, 0° 05′ 29″ ouest                               | « PA14000096 »                                                   | Inscrit                                                          | 2010                                                             | Groupe scolaire Jean-Jaurès et mairie annexe de Canon            |
| Église Saint-Martin                                   | Mittois                                   |                                                                  | 49° 00′ 33″ nord, 0° 01′ 24″ est                                 | « PA00111553 »                                                   | Inscrit                                                          | 1926                                                             | Église Saint-Martin                                              |
| Château du Mont-à-la-Vigne                            | Monteille                                 |                                                                  | 49° 06′ 07″ nord, 0° 01′ 41″ est                                 | « PA00111558 »                                                   | Inscrit                                                          | 1932                                                             | Image manquante Téléverser                                       |
| Église Saint-Ouen                                     | Monteille                                 |                                                                  | 49° 06′ 31″ nord, 0° 02′ 47″ est                                 | « PA00111559 »                                                   | Inscrit                                                          | 1933                                                             | Église Saint-Ouen                                                |
| Manoir de Chiffretot                                  | Les Moutiers-Hubert                       |                                                                  | 48° 58′ 22″ nord, 0° 15′ 43″ est                                 | « PA00111564 »                                                   | Inscrit                                                          | 1927                                                             | Image manquante Téléverser                                       |
| Église Saint-Germain                                  | Moyaux                                    |                                                                  | 49° 11′ 43″ nord, 0° 21′ 24″ est                                 | « PA00111565 »                                                   | Inscrit                                                          | 1926                                                             | Église Saint-Germain                                             |
| Manoir de la Féronnière                               | Moyaux                                    |                                                                  | 49° 11′ 23″ nord, 0° 20′ 26″ est                                 | « PA00111831 »                                                   | Inscrit                                                          | 1990                                                             | Image manquante Téléverser                                       |
| Château de Malou                                      | Norolles                                  |                                                                  | 49° 12′ 08″ nord, 0° 14′ 20″ est                                 | « PA00111568 »                                                   | Inscrit                                                          | 1930 2006                                                        | Image manquante Téléverser                                       |
| Ferme de la Vallée                                    | Norolles                                  |                                                                  | 49° 11′ 42″ nord, 0° 13′ 24″ est                                 | « PA00111569 »                                                   | Inscrit                                                          | 1933                                                             | Image manquante Téléverser                                       |
| Manoir de la Monteillerie                             | Norolles                                  | Château de la Monteillerie                                       | 49° 12′ 40″ nord, 0° 14′ 04″ est                                 | « PA00132893 »                                                   | Inscrit                                                          | 1994                                                             | Image manquante Téléverser                                       |
| Manoir de Belleau-Belleau                             | Notre-Dame-de-Courson                     |                                                                  | 49° 00′ 40″ nord, 0° 15′ 32″ est                                 | « PA14000004 »                                                   | Inscrit                                                          | 1997                                                             | Image manquante Téléverser                                       |
| Manoir de la Cauvinière                               | Notre-Dame-de-Courson                     |                                                                  | 49° 00′ 20″ nord, 0° 17′ 41″ est                                 | « PA00111577 »                                                   | Inscrit                                                          | 1928                                                             | Image manquante Téléverser                                       |
| Manoir de la Chapelle                                 | Notre-Dame-de-Courson                     | La Chapelle                                                      | 48° 59′ 34″ nord, 0° 14′ 03″ est                                 | « PA14000037 »                                                   | Inscrit                                                          | 2003                                                             | Image manquante Téléverser                                       |
| Manoir de Courson                                     | Notre-Dame-de-Courson                     |                                                                  | 48° 59′ 37″ nord, 0° 16′ 38″ est                                 | « PA00111576 »                                                   | Classé                                                           | 1955                                                             | Image manquante Téléverser                                       |
| Église Notre-Dame                                     | Notre-Dame-de-Livaye                      |                                                                  | 49° 06′ 55″ nord, 0° 03′ 03″ est                                 | « PA00111578 »                                                   | Inscrit                                                          | 1975                                                             | Image manquante Téléverser                                       |
| Église Notre-Dame                                     | Notre-Dame-d'Estrées                      |                                                                  | 49° 08′ 36″ nord, 0° 00′ 46″ est                                 | « PA00111832 »                                                   | Inscrit                                                          | 1990                                                             | Église Notre-Dame                                                |
| Manoir de la Cour-Thorel                              | Notre-Dame-d'Estrées                      |                                                                  | 49° 07′ 30″ nord, 0° 00′ 17″ est                                 | « PA00111574 »                                                   | Inscrit                                                          | 1970                                                             | Image manquante Téléverser                                       |
| Manoir de la Planche                                  | Notre-Dame-d'Estrées                      |                                                                  | 49° 07′ 14″ nord, 0° 00′ 09″ est                                 | « PA00111575 »                                                   | Inscrit                                                          | 1928 1970                                                        | Image manquante Téléverser                                       |
| Château de Launay                                     | Orbec                                     |                                                                  | 49° 02′ 05″ nord, 0° 22′ 28″ est                                 | « PA14000057 »                                                   | Inscrit                                                          | 2005                                                             | Image manquante Téléverser                                       |
| Couvent des Augustines                                | Orbec                                     | 2, 4 place Joffre                                                | 49° 01′ 15″ nord, 0° 24′ 23″ est                                 | « PA00111579 »                                                   | Inscrit                                                          | 1978                                                             | Couvent des Augustines                                           |
| Église Notre-Dame                                     | Orbec                                     |                                                                  | 49° 01′ 08″ nord, 0° 24′ 32″ est                                 | « PA00111580 »                                                   | Classé                                                           | 1996                                                             | Église Notre-Dame                                                |
| Chapelle de l'hospice                                 | Orbec                                     |                                                                  | 49° 01′ 15″ nord, 0° 24′ 28″ est                                 | « PA00111581 »                                                   | Inscrit                                                          | 1927                                                             | Chapelle de l'hospice                                            |
| Hôtel de Croisy                                       | Orbec                                     | 7 rue Grande                                                     | 49° 01′ 11″ nord, 0° 24′ 29″ est                                 | « PA00111582 »                                                   | Inscrit Classé                                                   | 1987                                                             | Hôtel de Croisy                                                  |
| Manoir Venelle-Dossin                                 | Orbec                                     |                                                                  | 49° 01′ 18″ nord, 0° 24′ 23″ est                                 | « PA00111584 »                                                   | Classé Inscrit                                                   | 1932                                                             | Manoir Venelle-Dossin                                            |
| Le Vieux Manoir                                       | Orbec                                     | 97 rue Grande Place de la Poissonnerie                           | 49° 01′ 20″ nord, 0° 24′ 23″ est                                 | « PA00111583 »                                                   | Classé                                                           | 1941                                                             | Le Vieux Manoir                                                  |
| Église Saint-Paterne                                  | L'Oudon                                   | Route de Morière, Lieury                                         | 48° 59′ 21″ nord, 0° 01′ 12″ ouest                               | « PA00111586 »                                                   | Inscrit                                                          | 1928                                                             | Église Saint-Paterne                                             |
| Manoir d'Houlbec                                      | L'Oudon                                   | Écots                                                            | 48° 59′ 38″ nord, 0° 00′ 36″ est                                 | « PA00125296 »                                                   | Inscrit                                                          | 1993                                                             | Manoir d'Houlbec                                                 |
| Manoir de la Roque                                    | L'Oudon                                   | La Roque, Montpinçon                                             | 48° 57′ 35″ nord, 0° 03′ 58″ est                                 | « PA00125297 »                                                   | Inscrit                                                          | 1993                                                             | Image manquante Téléverser                                       |
| Manoir des Hommes                                     | L'Oudon                                   | Les Hommes, Saint-Martin-de-Fresnay                              | 48° 58′ 21″ nord, 0° 02′ 29″ est                                 | « PA00111587 »                                                   | Inscrit                                                          | 1975                                                             | Image manquante Téléverser                                       |
| Château du Houley                                     | Ouilly-du-Houley                          |                                                                  | 49° 10′ 17″ nord, 0° 19′ 44″ est                                 | « PA00111588 »                                                   | Inscrit                                                          | 1927                                                             | Image manquante Téléverser                                       |
| Château de Boutemont                                  | Ouilly-le-Vicomte                         | Boutemont                                                        | 49° 11′ 22″ nord, 0° 13′ 17″ est                                 | « PA00111591 »                                                   | Inscrit                                                          | 1927 1995                                                        | Château de Boutemont                                             |
| Église Notre-Dame                                     | Ouilly-le-Vicomte                         |                                                                  | 49° 10′ 43″ nord, 0° 13′ 04″ est                                 | « PA00111592 »                                                   | Inscrit                                                          | 1926                                                             | Église Notre-Dame                                                |
| Église Notre-Dame                                     | Ouville-la-Bien-Tournée                   |                                                                  | 49° 03′ 10″ nord, 0° 01′ 22″ ouest                               | « PA00111595 »                                                   | Classé                                                           | 1896                                                             | Église Notre-Dame                                                |
| Église Saint-Denis                                    | Pierrefitte-en-Auge                       |                                                                  | 49° 15′ 31″ nord, 0° 12′ 06″ est                                 | « PA00111599 »                                                   | Classé                                                           | 1930                                                             | Église Saint-Denis                                               |
| Château du Pin                                        | Le Pin                                    | Château du Pin                                                   | 49° 13′ 14″ nord, 0° 19′ 42″ est                                 | « PA00111600 »                                                   | Inscrit                                                          | 1965 1996                                                        | Image manquante Téléverser                                       |
|                                                       | Pont-l'Évêque                             | Voir Liste des monuments historiques de Pont-l'Évêque (Calvados) | Voir Liste des monuments historiques de Pont-l'Évêque (Calvados) | Voir Liste des monuments historiques de Pont-l'Évêque (Calvados) | Voir Liste des monuments historiques de Pont-l'Évêque (Calvados) | Voir Liste des monuments historiques de Pont-l'Évêque (Calvados) | Voir Liste des monuments historiques de Pont-l'Évêque (Calvados) |
| Château de Préaux-Saint-Sébastien                     | Préaux-Saint-Sébastien                    |                                                                  | 48° 59′ 12″ nord, 0° 18′ 18″ est                                 | « PA00111626 »                                                   | Inscrit                                                          | 1927                                                             | Château de Préaux-Saint-Sébastien                                |
| Église Saint-Sébastien                                | Préaux-Saint-Sébastien                    |                                                                  | 48° 59′ 11″ nord, 0° 18′ 26″ est                                 | « PA00111627 »                                                   | Inscrit                                                          | 1927 (annulé) 2012                                               | Église Saint-Sébastien                                           |
| Manoir de Querville                                   | Prêtreville                               |                                                                  | 49° 04′ 36″ nord, 0° 16′ 18″ est                                 | « PA00111628 »                                                   | Inscrit                                                          | 1933                                                             | Manoir de Querville                                              |
| Église Saint-Pierre                                   | Putot-en-Auge                             |                                                                  | 49° 13′ 00″ nord, 0° 04′ 08″ ouest                               | « PA00111629 »                                                   | Classé                                                           | 1921                                                             | Église Saint-Pierre                                              |
| Manoir de Putot-en-Auge                               | Putot-en-Auge                             | L'Église                                                         | 49° 13′ 02″ nord, 0° 04′ 06″ ouest                               | « PA00111630 »                                                   | Inscrit                                                          | 1989                                                             | Manoir de Putot-en-Auge                                          |
| Église Saint-Étienne de Reux                          | Reux                                      | 1423, route de l'Eglise                                          | 49° 16′ 28″ nord, 0° 09′ 07″ est                                 | « PA14000110 »                                                   | Inscrit                                                          | 2015                                                             | Église Saint-Étienne de Reux                                     |
| Église Saint-Ouen                                     | Rocques                                   |                                                                  | 49° 10′ 16″ nord, 0° 14′ 37″ est                                 | « PA00111636 »                                                   | Classé                                                           | 1946                                                             | Église Saint-Ouen                                                |
| Château de La Roque-Baignard                          | La Roque-Baignard                         |                                                                  | 49° 10′ 20″ nord, 0° 05′ 24″ est                                 | « PA00111637 »                                                   | Inscrit                                                          | 1944                                                             | Image manquante Téléverser                                       |
| Grenier à dîmes de Saint-Gilles-de-Livet              | Rumesnil                                  | Saint-Gilles-de-Livet                                            | 49° 10′ 48″ nord, 0° 01′ 20″ est                                 | « PA00111646 »                                                   | Inscrit                                                          | 1927                                                             | Image manquante Téléverser                                       |
| Manoir des Groisilliers                               | Rumesnil                                  |                                                                  | 49° 11′ 05″ nord, 0° 00′ 20″ est                                 | « PA14000042 »                                                   | Inscrit                                                          | 2004                                                             | Image manquante Téléverser                                       |
| Château de Saint-André-d'Hébertot                     | Saint-André-d'Hébertot                    |                                                                  | 49° 18′ 48″ nord, 0° 16′ 52″ est                                 | « PA00111652 »                                                   | Inscrit Classé                                                   | 1948 1961                                                        | Image manquante Téléverser                                       |
| Église Saint-André                                    | Saint-André-d'Hébertot                    |                                                                  | 49° 18′ 47″ nord, 0° 16′ 48″ est                                 | « PA00111653 »                                                   | Classé                                                           | 1910                                                             | Église Saint-André                                               |
| Prieuré de Saint-André-d'Hébertot                     | Saint-André-d'Hébertot                    |                                                                  | 49° 18′ 47″ nord, 0° 16′ 46″ est                                 | « PA00111654 »                                                   | Inscrit                                                          | 1954                                                             | Image manquante Téléverser                                       |
| Prieuré de Saint-Arnoult                              | Saint-Arnoult                             |                                                                  | 49° 20′ 14″ nord, 0° 05′ 18″ est                                 | « PA00111658 »                                                   | Classé                                                           | 1970                                                             | Prieuré de Saint-Arnoult                                         |
| Motte féodale du château de Malmain                   | Saint-Benoît-d'Hébertot                   | Les Murailles                                                    | 49° 19′ 18″ nord, 0° 15′ 27″ est                                 | « PA00111659 »                                                   | Classé                                                           | 1979                                                             | Image manquante Téléverser                                       |
| Théâtre amphithéâtre                                  | Saint-Désir                               | Bois-des-Belles-Croix Les Belles-Croix                           | 49° 09′ 08″ nord, 0° 12′ 42″ est                                 | « PA00111665 »                                                   | Classé                                                           | 1984                                                             | Image manquante Téléverser                                       |
| Église Sainte-Marguerite                              | Sainte-Marguerite-des-Loges               |                                                                  | 49° 01′ 08″ nord, 0° 12′ 17″ est                                 | « PA00111695 »                                                   | Inscrit                                                          | 1933                                                             | Église Sainte-Marguerite                                         |
| Chalet Güttinger                                      | Saint-Gatien-des-Bois                     |                                                                  | 49° 23′ 24″ nord, 0° 09′ 42″ est                                 | « PA00111669 »                                                   | Inscrit                                                          | 1983                                                             | Image manquante Téléverser                                       |
| Ferme d'Herbigny                                      | Saint-Gatien-des-Bois                     |                                                                  | 49° 22′ 21″ nord, 0° 11′ 33″ est                                 | « PA00111670 »                                                   | Inscrit                                                          | 1933                                                             | Image manquante Téléverser                                       |
| Château de Saint-Germain-de-Livet                     | Saint-Germain-de-Livet                    | C.G.C. 268                                                       | 49° 05′ 21″ nord, 0° 12′ 53″ est                                 | « PA00111671 »                                                   | Classé Inscrit                                                   | 1924 1959 2007                                                   | Château de Saint-Germain-de-Livet                                |
| Façade ouest de l'église Saint-Germain                | Saint-Germain-de-Livet                    |                                                                  | 49° 05′ 23″ nord, 0° 12′ 58″ est                                 | « PA00111672 »                                                   | Inscrit                                                          | 1959                                                             | Façade ouest de l'église Saint-Germain                           |
| Manoir des Champeaux                                  | Saint-Germain-de-Montgommery              | Les Champeaux                                                    | 48° 56′ 14″ nord, 0° 09′ 15″ est                                 | « PA00111673 »                                                   | Inscrit                                                          | 1933 1993                                                        | Image manquante Téléverser                                       |
| Manoir de la Plesse                                   | Saint-Germain-de-Montgommery              | La Plesse                                                        | 48° 56′ 53″ nord, 0° 09′ 30″ est                                 | « PA00125298 »                                                   | Inscrit                                                          | 1993                                                             | Image manquante Téléverser                                       |
| Église Saint-Hymer                                    | Saint-Hymer                               |                                                                  | 49° 15′ 12″ nord, 0° 10′ 25″ est                                 | « PA00111679 »                                                   | Classé                                                           | 1913                                                             | Église Saint-Hymer                                               |
| Manoir de l'Aumône                                    | Saint-Hymer                               |                                                                  | 49° 16′ 00″ nord, 0° 09′ 43″ est                                 | « PA00111680 »                                                   | Inscrit                                                          | 1975                                                             | Image manquante Téléverser                                       |
| Prieuré de Saint-Hymer                                | Saint-Hymer                               | L'Église, C.G.C. 780                                             | 49° 15′ 12″ nord, 0° 10′ 24″ est                                 | « PA00111681 »                                                   | Inscrit                                                          | 1948 1997                                                        | Prieuré de Saint-Hymer                                           |
| Colombier de l'ancien manoir Saint-Jean               | Saint-Jean-de-Livet                       |                                                                  | 49° 05′ 17″ nord, 0° 13′ 42″ est                                 | « PA00111682 »                                                   | Inscrit                                                          | 1933                                                             | Image manquante Téléverser                                       |
| Église Saint-Jean                                     | Saint-Jean-de-Livet                       | R.D. 64                                                          | 49° 05′ 19″ nord, 0° 13′ 44″ est                                 | « PA00111683 »                                                   | Inscrit                                                          | 1968                                                             | Église Saint-Jean                                                |
| Château de Mailloc                                    | Saint-Julien-de-Mailloc                   |                                                                  | 49° 04′ 26″ nord, 0° 19′ 04″ est                                 | « PA00111684 »                                                   | Inscrit                                                          | 1933                                                             | Château de Mailloc                                               |
| Église Saint-Julien                                   | Saint-Julien-sur-Calonne                  |                                                                  | 49° 17′ 28″ nord, 0° 13′ 37″ est                                 | « PA00111685 »                                                   | Inscrit                                                          | 1933                                                             | Église Saint-Julien                                              |
| Manoir de Saint-Loup-de-Fribois                       | Saint-Loup-de-Fribois                     | Le Lieu Livet                                                    | 49° 06′ 59″ nord, 0° 00′ 44″ est                                 | « PA00111689 »                                                   | Inscrit                                                          | 1926                                                             | Image manquante Téléverser                                       |
| Église Saint-Martin                                   | Saint-Martin-de-Bienfaite-la-Cressonnière |                                                                  | 49° 02′ 34″ nord, 0° 21′ 43″ est                                 | « PA00111699 »                                                   | Inscrit                                                          | 1926                                                             | Image manquante Téléverser                                       |
| Église Saint-Martin                                   | Saint-Martin-de-la-Lieue                  |                                                                  | 49° 06′ 21″ nord, 0° 13′ 01″ est                                 | « PA00111700 »                                                   | Inscrit                                                          | 1946                                                             | Église Saint-Martin                                              |
| Manoir Saint-Hippolyte                                | Saint-Martin-de-la-Lieue                  |                                                                  | 49° 07′ 17″ nord, 0° 13′ 02″ est                                 | « PA00111701 »                                                   | Inscrit                                                          | 1971                                                             | Manoir Saint-Hippolyte                                           |
| Manoir de la Masselinée ou des Samsons                | Saint-Martin-de-Mailloc                   | Le Lieu Coquet                                                   | 49° 05′ 56″ nord, 0° 17′ 36″ est                                 | « PA00111702 »                                                   | Inscrit                                                          | 1928                                                             | Manoir de la Masselinée ou des Samsons                           |
| Église Saint-Martin                                   | Saint-Martin-du-Mesnil-Oury               |                                                                  | 49° 02′ 06″ nord, 0° 08′ 07″ est                                 | « PA00111703 »                                                   | Inscrit                                                          | 1974                                                             | Église Saint-Martin                                              |
| Église Saint-Michel                                   | Saint-Michel-de-Livet                     |                                                                  | 49° 01′ 06″ nord, 0° 08′ 03″ est                                 | « PA00111704 »                                                   | Classé                                                           | 1975                                                             | Église Saint-Michel                                              |
| Manoir de Carel                                       | Saint-Michel-de-Livet                     | Le Manoir                                                        | 49° 00′ 43″ nord, 0° 08′ 48″ est                                 | « PA14000038 »                                                   | Inscrit                                                          | 2003                                                             | Image manquante Téléverser                                       |
| Abbaye du Val-Richer                                  | Saint-Ouen-le-Pin                         |                                                                  | 49° 09′ 39″ nord, 0° 05′ 48″ est                                 | « PA00111836 »                                                   | Inscrit                                                          | 1991 2008                                                        | Abbaye du Val-Richer                                             |
| Église Saint-Pierre                                   | Saint-Pierre-Azif                         |                                                                  | 49° 17′ 47″ nord, 0° 02′ 49″ est                                 | « PA00111707 »                                                   | Inscrit                                                          | 1926                                                             | Église Saint-Pierre                                              |
| Croix de cimetière                                    | Saint-Pierre-de-Mailloc                   |                                                                  | 49° 04′ 04″ nord, 0° 19′ 00″ est                                 | « PA00111709 »                                                   | Classé                                                           | 1975                                                             | Croix de cimetière                                               |
| Manoir de la Motte                                    | Saint-Pierre-des-Ifs                      |                                                                  | 49° 07′ 33″ nord, 0° 09′ 15″ est                                 | « PA14000043 »                                                   | Inscrit                                                          | 2004                                                             | Image manquante Téléverser                                       |
| Abbaye de Saint-Pierre-sur-Dives                      | Saint-Pierre-sur-Dives                    | Rue Saint-Benoît                                                 | 49° 01′ 12″ nord, 0° 01′ 58″ ouest                               | « PA00111713 »                                                   | Classé Inscrit Classé Inscrit                                    | 1862 1904 1946 1978 2006 2021                                    | Abbaye de Saint-Pierre-sur-Dives                                 |
| Château de Carel                                      | Saint-Pierre-sur-Dives                    | RD 511                                                           | 49° 00′ 36″ nord, 0° 02′ 44″ ouest                               | « PA00111714 »                                                   | Classé Inscrit                                                   | 1950 2000                                                        | Château de Carel                                                 |
| Cour l'Élu                                            | Saint-Pierre-sur-Dives                    |                                                                  | 49° 01′ 07″ nord, 0° 02′ 10″ ouest                               | « PA00111718 »                                                   | Inscrit                                                          | 1927                                                             | Cour l'Élu                                                       |
| Halles                                                | Saint-Pierre-sur-Dives                    |                                                                  | 49° 01′ 06″ nord, 0° 01′ 56″ ouest                               | « PA00111715 »                                                   | Classé                                                           | 1889                                                             | Halles                                                           |
| Maison du 39 rue de Falaise                           | Saint-Pierre-sur-Dives                    | 39 rue de Falaise                                                | 49° 01′ 08″ nord, 0° 01′ 59″ ouest                               | « PA00111716 »                                                   | Inscrit                                                          | 1927                                                             | Maison du 39 rue de Falaise                                      |
| Cour l'Élu (annexe à pans de bois)                    | Saint-Pierre-sur-Dives                    |                                                                  | 49° 01′ 07″ nord, 0° 02′ 10″ ouest                               | « PA00111717 »                                                   | Inscrit                                                          | 1927                                                             | Cour l'Élu (annexe à pans de bois)                               |
| Manoir de Thomas Dunot                                | Saint-Pierre-sur-Dives                    |                                                                  | 49° 01′ 24″ nord, 0° 01′ 45″ ouest                               | « PA00111719 »                                                   | Inscrit                                                          | 1973                                                             | Manoir de Thomas Dunot                                           |
| Manoir de la Commanderie                              | Thiéville                                 |                                                                  | 49° 02′ 14″ nord, 0° 01′ 34″ ouest                               | « PA00111744 »                                                   | Inscrit                                                          | 1927                                                             | Image manquante Téléverser                                       |
| Église Saint-Martin                                   | Thiéville                                 |                                                                  | 49° 02′ 11″ nord, 0° 01′ 35″ ouest                               | « PA00111743 »                                                   | Classé                                                           | 1913                                                             | Église Saint-Martin                                              |
| Église Saint-Michel                                   | Tordouet                                  |                                                                  | 49° 02′ 58″ nord, 0° 19′ 54″ est                                 | « PA00111750 »                                                   | Classé                                                           | 1909                                                             | Église Saint-Michel                                              |
| Manoir de Tordouet                                    | Tordouet                                  | Le Bourg                                                         | 49° 03′ 04″ nord, 0° 19′ 55″ est                                 | « PA00111751 »                                                   | Inscrit                                                          | 1927                                                             | Manoir de Tordouet                                               |
| Manoir de la Varinière                                | Tortisambert                              |                                                                  | 48° 57′ 48″ nord, 0° 07′ 22″ est                                 | « PA14000044 »                                                   | Inscrit                                                          | 2004                                                             | Image manquante Téléverser                                       |
| Église Saint-Pierre                                   | Touques                                   |                                                                  | 49° 20′ 33″ nord, 0° 06′ 11″ est                                 | « PA00111753 »                                                   | Classé                                                           | 1840                                                             | Église Saint-Pierre                                              |
| Église Saint-Thomas                                   | Touques                                   |                                                                  | 49° 20′ 41″ nord, 0° 06′ 12″ est                                 | « PA00111754 »                                                   | Inscrit                                                          | 1926                                                             | Église Saint-Thomas                                              |
| Manoir du Grenier à sel (hôtel de l'Amirauté)         | Touques                                   | Rue Louvel-et-Brière                                             | 49° 20′ 32″ nord, 0° 06′ 07″ est                                 | « PA00111755 »                                                   | Inscrit                                                          | 1969                                                             | Manoir du Grenier à sel (hôtel de l'Amirauté)                    |
| Manoir de Méautry                                     | Touques                                   | R.N. 834                                                         | 49° 20′ 25″ nord, 0° 06′ 22″ est                                 | « PA00111756 »                                                   | Inscrit                                                          | 1933 1948                                                        | Manoir de Méautry                                                |
| Manoir                                                | Touques                                   | 46 rue Louvel-et-Brière                                          | 49° 20′ 35″ nord, 0° 06′ 09″ est                                 | « PA00111757 »                                                   | Inscrit                                                          | 1975                                                             | Manoir                                                           |
| Manoir                                                | Touques                                   | 46 bis rue Louvel-et-Brière                                      | 49° 20′ 36″ nord, 0° 06′ 08″ est                                 | « PA00111758 »                                                   | Inscrit                                                          | 1967                                                             | Manoir                                                           |
| Manoir de Clairefontaine                              | Tourgéville                               | Chemin de la Croix-Solier                                        | 49° 20′ 27″ nord, 0° 03′ 33″ est                                 | « PA14000058 »                                                   | Inscrit                                                          | 2005                                                             | Image manquante Téléverser                                       |
| Manoir de Glatigny                                    | Tourgéville                               | Glatigny                                                         | 49° 18′ 12″ nord, 0° 05′ 34″ est                                 | « PA00111762 »                                                   | Classé Inscrit                                                   | 1929 1974                                                        | Image manquante Téléverser                                       |
| Manoir de la Pipardière                               | Tourgéville                               | Pièce Goguet                                                     | 49° 17′ 55″ nord, 0° 05′ 16″ est                                 | « PA00111498 »                                                   | Classé                                                           | 1923 1995                                                        | Image manquante Téléverser                                       |
| Manoir de la Poterie                                  | Tourgéville                               |                                                                  | 49° 18′ 46″ nord, 0° 05′ 59″ est                                 | « PA00111763 »                                                   | Inscrit                                                          | 1975                                                             | Image manquante Téléverser                                       |
| Bureau de poste                                       | Trouville-sur-Mer                         | 16 rue Amiral-de-Maigret                                         | 49° 21′ 58″ nord, 0° 04′ 53″ est                                 | « PA14000098 »                                                   | Inscrit                                                          | 2010                                                             | Bureau de poste                                                  |
| Casino de Trouville-sur-Mer                           | Trouville-sur-Mer                         | place du Maréchal-Foch                                           | 49° 21′ 58″ nord, 0° 04′ 44″ est                                 | « PA14000111 »                                                   | Inscrit                                                          | 2016                                                             | Casino de Trouville-sur-Mer                                      |
| Château d'Aguesseau                                   | Trouville-sur-Mer                         | Château d'Aguesseau                                              | 49° 21′ 50″ nord, 0° 06′ 13″ est                                 | « PA00135503 »                                                   | Inscrit                                                          | 1995                                                             | Image manquante Téléverser                                       |
| Halle aux poissons                                    | Trouville-sur-Mer                         | Boulevard Fernand-Moureaux                                       | 49° 21′ 54″ nord, 0° 04′ 54″ est                                 | « PA00111841 »                                                   | Inscrit                                                          | 1992                                                             | Halle aux poissons                                               |
| Hôtel des Roches Noires                               | Trouville-sur-Mer                         | 89 rue du Général-Leclerc                                        | 49° 22′ 20″ nord, 0° 05′ 03″ est                                 | « PA14000023 »                                                   | Inscrit Classé                                                   | 2000 2001                                                        | Hôtel des Roches Noires                                          |
| Villa Montebello                                      | Trouville-sur-Mer                         | 64 rue du Général-Leclerc                                        | 49° 22′ 17″ nord, 0° 05′ 03″ est                                 | « PA00111769 »                                                   | Inscrit                                                          | 1987                                                             | Villa Montebello                                                 |
| Château de Victot                                     | Victot-Pontfol                            | CGC 49                                                           | 49° 09′ 59″ nord, 0° 00′ 57″ ouest                               | « PA00111796 »                                                   | Inscrit Classé Inscrit                                           | 1927 1953 2003                                                   | Château de Victot                                                |
| Église Saint-Aubin                                    | Vieux-Pont-en-Auge                        |                                                                  | 49° 02′ 22″ nord, 0° 02′ 18″ est                                 | « PA00111804 »                                                   | Classé                                                           | 1862                                                             | Église Saint-Aubin                                               |
| Manoir du Lieu-Rocher                                 | Vieux-Pont-en-Auge                        |                                                                  | 49° 02′ 28″ nord, 0° 02′ 11″ est                                 | « PA14000046 »                                                   | Inscrit                                                          | 2004                                                             | Manoir du Lieu-Rocher                                            |
| Château de Villers                                    | Villers-sur-Mer                           | Le Château                                                       | 49° 18′ 22″ nord, 0° 00′ 57″ est                                 | « PA14000030 »                                                   | Inscrit                                                          | 2003                                                             | Château de Villers                                               |
| Église Saint-Martin                                   | Villers-sur-Mer                           | Rue de l'Église                                                  | 49° 19′ 15″ nord, 0° 00′ 22″ ouest                               | « PA14000063 »                                                   | Classé                                                           | 2006                                                             | Église Saint-Martin                                              |

## Anciens monuments historiques
| Monument             | Commune       | Adresse         | Coordonnées                      | Notice         | Protection    | Date      | Illustration         |
| -------------------- | ------------- | --------------- | -------------------------------- | -------------- | ------------- | --------- | -------------------- |
| Hostellerie Henri IV | Le Pré-d'Auge | 255, La Poterie | 49° 08′ 10″ nord, 0° 07′ 54″ est | « PA00111624 » | Inscrit Radié | 1978 2011 | Hostellerie Henri IV |